# Armoriale delle famiglie italiane (I)
Questo è l'armoriale delle famiglie italiane il cui cognome inizia con la lettera I.

## Armi

### Ia
| Stemma | Casato e blasonatura |
| ------ | --- |
|        | Iabarazzi (Cesena) (la blasonatura non è stata ancora caricata) (citato in BLCW) Immagine in Blasone Cesenate. |
|        | Iacazio (Andorno) D'azzurro, a tre pali d'argento, con la fascia di rosso, carica di un leone, d'oro, nascente (citato in SUBL) |
|        | Iacellini o Jesselin (Cipro) Titolo: signori di Beinette; consignori di Torre Valgorrera D'oro, alla fascia di nero alias Fasciato d'argento e d'azzurro, con la banda di rosso, attraversante (citato in SUBL) |
|        | Iachson (San Miniato) inquartato: nel 1º e 4º, d'argento, allo scaglione nero caricato di 18 palle d'oro in tre gruppi di 6, disposte una in centro e cinque in giro, due gruppi ai lati inferiori dello scaglione, il terzo nel centro superiore; accostato lo scaglione, da tre teste e colli di colombi d'azzurro, i due superiori uscenti dallo scaglione, l'inferiore dalla punta dello scudo; nel secondo e terzo di rosso alla gamba nuda d'oro movente dal fianco sinistro dello scudo, attraversata la coscia da una freccia d'argento in banda coll'asta spezzata ricadente a destra, al quarto franco d'azzurro caricato di un castello merlato d'oro (citato in SPRE – Vol. III pag. 673) 3 fiori formati ciascuno da 6 palline di oro su scaglione di nero su argento - 3 teste e colli di colombi (uccelli) di azzurro posti 2,1 su argento - gamba nuda di oro posta in palo sanguinante e trafitta - lancia di argento spezzata in 2 parti di cui una trafiggente la gamba in banda e l'altra posta in sbarra a sinistra tutto su rosso - quartier franco di azzurro caricato da un castello di oro in alto a sinistra su rosso (citato in LEOM) |
|        | Iacobone (la blasonatura non è stata ancora caricata) (citato in DAlena) |
|        | Iacoli (Venezia) inquartato d'azzurro e d'oro (citato in Cognomix.) (citato in Biblioteca Estense ID 5964.) |
|        | Iacomelli (Pistoia) Di rosso, al leone d'oro, sostenuto da un monte di sei cime di verde, e tenente tre spighe d'oro (citato in ASFI) |
|        | Iacomoni (Roma) fascia di argento su azzurro - stella (6 raggi) di argento in alto su azzurro (citato in LEOM) |
|        | Iacopetti Danesi (Pontremoli) Partito: nel 1° d'oro, alla banda di rosso caricata di tre stelle a otto punte del campo; nel 2° d'azzurro, a due stelle a otto punte d'oro ordinate in capo, e al giglio dello stesso in punta (citato in ASFI) |
|        | Iacopi (Firenze) D'oro, alla palla d'argento caricata della croce di rosso e racchiusa entro due cerchi concentrici l'uno di nero e l'altro di verde (citato in ASFI) |
|        | Iacopi (Firenze) D'azzurro, al massacro di cervo d'oro (citato in ASFI) |
|        | Iacopi (Firenze, Pistoia) D'oro, al porco rampante di nero, cinghiato d'argento (citato in ASFI) |
|        | Iacopini (Montefiascone) troncato da una fascia d'oro in divisa: di sopra d'azzurro a due pini al naturale nodriti nella fascia; di sotto scaccato di nero e d'argento (citato in SPRE – Vol. III pag. 673) fascia di oro in divisa posta su troncato di azzurro e - scaccato di nero e di argento - 2 alberi di pino al naturale uscenti dalla fascia su azzurro (citato in LEOM) |
|        | Iacopini (Pistoia) Scaccato di tre file d'oro e di rosso (citato in ASFI) |
|        | Iacopini (Pistoia) Inquartato: nel 1° e 4° d'azzurro, alla stella a otto punte d'oro; nel 2° e 3° d'oro, alla fiamma di rosso (citato in ASFI) |
|        | Iacopo Minugiaio (Firenze) Di..., all'albero di..., nodrito sulla campagna di... (citato in ASFI) |
|        | Iacovaccio (Napoletano) (la blasonatura non è stata ancora caricata) (citato in NBNA) |
|        | Iacquier (Savoia, Biella) Titolo: baroni Fasciato d'argento e d'azzurro di 10 pezzi, con il capo di rosso, carico di un leone nascente d'argento (citato in SUBL) |
|        | Iacuzio (Napoli) Titolo: nobili di argento al leone al naturale, con la banda di rosso attraversante (citato in SPRE – Vol. III pag. 674 e in PRTS) banda di rosso su - leone rampante al naturale su argento (citato in LEOM) |
|        | Iannucci (Molise) (la blasonatura non è stata ancora caricata) (citato in DAlena) |
|        | Iannuzzi (Andria) (la blasonatura non è stata ancora caricata) (citato in DAlena) |
|        | Iapoce (Molise) (la blasonatura non è stata ancora caricata) (citato in DAlena) |

### Ib
| Stemma | Casato e blasonatura |
| ------ | --- |
|        | Iberti (Pomaro) Titolo: conti di Corsione, Montiglio, Moransengo; consignori di Crova D'oro, a tre berte, al naturale, 2, 1, le superiori affrontate alias D'oro, a tre berte, al naturale, 2, 1 (citato in SUBL) |

### Ic
| Stemma | Casato e blasonatura |
| ------ | --- |
|        | Icardi D'azzurro, al leone d'oro, tenente un cardo di verde Motto: In te Domine speravi (citato in SUBL) |
|        | Icheri (Cherasco, Torino) Titolo: conti di S. Gregorio; signori di Malabaila; consignori di Battifollo, Cavallerleone di azzurro al triangolo vuoto d'argento, racchiudente una fascia d'oro, in divisa, sormontata da una stella di argento (citato in SPRE – Vol. III pag. 674 e in SUBL) triangolo vuoto di argento racchiudente una fascia in divisa di oro sormontata da - stella (5 raggi) di argento tutto su azzurro (citato in LEOM) Cimiero: l'aquila al naturale Motto: Undique aequalis |

### Id
| Stemma | Casato e blasonatura |
| ------ | --- |
|        | Idiaquez o Ydiaquez (Biscaglia) Titolo: marchesi di San Damiano Macra; conti di Biandrate D'argento, all'albero nutrito sulla campagna, il tutto di verde, con il bue al naturale, fermo, attraversante sul tronco alias D'oro, all'albero nutrito sulla campagna, il tutto di verde, con il toro di rosso, fermo, attraversante sul tronco (citato in SUBL) |

### Ie
| Stemma | Casato e blasonatura |
| ------ | --- |
|        | Ierserinch Casanova (Firenze, Montepulciano) D'azzurro, a tre spade basse d'argento guarnite d'oro, poste in sbarra e ordinate l'una sull'altra; e al capo cucito d'Angiò (citato in ASFI) (DE) In Blau 3 schräglinksgelegte gestürzte goldgegriffte silberne Schwerter schrägbalkenweise, oben begleitet von 1 vierlätzigen roten Turnierkragen mit je 1 goldenen Lilie zwischen den Lätzen (citato in KHIF) |

### Ig
| Stemma | Casato e blasonatura |
| ------ | --- |
|        | Ighina (Ovada) Troncato: nel 1° d'azzurro, all'aquila col volo abbassato rivoltata di nero, coronata d'oro; nel 2° d'oro, al mare d'azzurro ombreggiato d'argento, ad un pesce dello stesso uscente in sbarra dal mare (citato in STOV) |

### Il
| Stemma | Casato e blasonatura |
| ------ | --- |
|        | Ilari (Macerata) di azzurro alla fascia di rosso cucita, accompagnata in capo da tre stelle (6) d'oro ordinate in fascia; ed in punta da un sole raggiante d'oro (citato in SPRE – Vol. III pag. 675) fascia di rosso su azzurro - 3 stelle (6 raggi) di oro poste in fascia in alto - sole raggiante di oro in basso su azzurro (citato in LEOM) |
|        | Illio (Venezia) (FR) Tranché-ondé d'azur sur or, une boule de l'un en l'autre. (citato in JB Rietstap (archiviato dall'url originale il 15 gennaio 2021).) |

### Im
| Stemma | Casato e blasonatura |
| ------ | --- |
|        | Imbarcati (Pistoia) Palato di sei pezzi d'argento e d'azzurro (citato in ASFI) |
|        | Imbeagua (Sicilia) D'oro, con una banda cucita d'argento caricata da tre rose vermiglie (citato in NBSC) (Cenno storico in Famiglie nobili di Sicilia (archiviato dall'url originale il 5 marzo 2016).) |
|        | Imbert (Napoli, Palermo, Catania) Titolo: barone di Ficarazzi; duca di Furnari d'azzurro, all'ancora d'argento, sostenente colla marra sinistra un cuore di rosso, col capo di rosso caricato di tre stelle d'oro ordinate in fascia (citato in SPRE – Vol. III pag. 675, in Mango e in NBSC) ancora di argento posta in palo sostenente con la marra di destra un cuore di rosso tutto su azzurro - 3 stelle (5 raggi) di oro poste in fascia su rosso in capo (citato in LEOM) Cimiero: un liocorno nascente d'argento Sostegni: due liocorni d'argento, ritti e affrontati Motto: Nullis parcendo periculis (Cenno storico in Famiglie nobili di Sicilia (archiviato dall'url originale il 5 marzo 2016).) |
|        | Imberti o Iberti (Fossano) Troncato d'azzurro e di verde, all'arcobaleno attraversante sulla partizione, sormontato da tre stelle d'argento, male ordinate (citato in SUBL) |
|        | Imberti (Sospello) D'azzurro, allo scaglione, accompagnato in capo da una stella, in punta da un trifoglio, il tutto d'oro (citato in SUBL) |
|        | Imbresago (la blasonatura non è stata ancora caricata) (citato in DAlena) |
|        | Imbrici e Imbrici Visconti (Maggiora) Di [...], alla torre di [...], uscente dalla punta dello scudo, aperta, e dalla cui porta scorre in banda un ruscello, con il capo d'oro, carico di un'aquila di nero (citato in SUBL) |
|        | Imbuosi (Firenze) D'azzurro, alla croce di sant'Andrea d'oro accantonata da quattro stelle a otto punte dello stesso (citato in ASFI) |
|        | Imeneo (Tropea) (di nero, al destrocherio armato, tenente con la mano d'argento un pugnale alto dello stesso, accompagnato da due stelle a otto punte d'oro (?) in punta) (citato in BLCL) Immagine e notizie storiche in Tropea Magazine. |
|        | Imeneo (Tropea) d'azzurro al braccio di argento tenente una fiamma con due stelle di argento in punta (citato in BLCL) Immagine e notizie storiche in Tropea Magazine. |
|        | Immediati (Sicilia) d'azzurro, con un leone coronato (Toro rampante contro una colonna d'argento coronata d'oro (citato in NBSC) (Cenno storico in Famiglie nobili di Sicilia (archiviato dall'url originale il 5 marzo 2016).) |
|        | Impellizzeri o Pellizzeri (Noto, Siracusa) Titolo: barone di San Giacomo di Belmineo, di Busello, di Sant'Alessio, signore di Cadeddi, di Bufalefi e del Pantano; marchese di Camporeale campo di cielo con la campagna mareggiata ed un pesce nuotante nel mare, sormontato da tre stelle di otto raggi d'argento, ordinate in fascia, il tutto al naturale (citato in SPRE, vol. III, p. 676 e in NBSC) d'azzurro alla campagna mareggiata, un pesce nuotante nel mare, di tre stelle d'argento il tutto al naturale (citato in PRTS) campo di cielo colla campagna mareggiata il tutto al naturale, con un pesce notante nel mare sormontato da tre stelle di otto raggi ordinate in fascia, il tutto al naturale (citato in Mango) pesce al naturale nuotante nel mare di argento su azzurro - 3 stelle (8 raggi) di argento poste in fascia in alto su azzurro (citato in LEOM) alias d'azzurro, con un pesce d'argento natante in un mare agitato d'azzurro e d'argento (citato in NBSC) pesce al naturale nuotante nel mare ondato di azzurro e di argento su azzurro (citato in LEOM) Corona di barone (Cenno storico in Famiglie nobili di Sicilia (archiviato dall'url originale il 5 marzo 2016).) Ulteriore ragguaglio storico in Famiglie nobili di Sicilia (archiviato dall'url originale il 5 marzo 2016). |
|        | Imperato o Imparato (Napoli) Titolo: marchesi di Spineto; barone di Montgecorvino di azzurro inquartato da un filetto d'oro; il 1º a due leoni affrontati tenenti una corona, il tutto d'oro; il 2º alla gemella d'argento posta in banda e racchiudente tre stelle d'oro; il 3º al leone d'oro coronato dello stesso; il 4º al leone d'oro (ramo dei Marchesi di Spinete) (citato in SPRE – Vol. III pag. 677, in DAlena e in PRTS) filetto in croce di oro su azzurro - 2 leoni controrampanti di oro reggenti con le zampe anteriori una corona dello stesso su azzurro - gemella di argento in banda racchiudente - 3 stelle (5 raggi) di oro su azzurro - leone rampante coronato di oro su azzurro - leone rampante di oro su azzurro (citato in LEOM) alias d'azzurro, a due leoni contro rampanti d'oro sormontati da un Cappello di Prelato di Fiocchetto con dieci fiocchi rossi collegati da un cordone dello stesso (ramo dei Baroni di Montecorvino) (citato in NBNA) Notizie storiche in Nobili napoletani (archiviato dall'url originale il 1º dicembre 2012). |
|        | Imperato (Sicilia) d'azzurro con due leoni d'oro affrontati, sormontati da un cappello vescovile dello stesso (citato in NBSC) (Cenno storico in Famiglie nobili di Sicilia (archiviato dall'url originale il 5 marzo 2016).) |
|        | Imperatore (Palermo) Titolo: barone di Pellizzaro, Garescio, Bulfara dazzurro, al crescente montante d'oro, sormontato dalla stella dello stesso (citato in Mango) d'azzurro con una luna montante, sormontata da una stella, il tutto d'oro (citato in NBSC) Corona di barone (Cenno storico in Famiglie nobili di Sicilia (archiviato dall'url originale il 5 marzo 2016).) |
|        | Imperiale o Imperiali (Imperiale (famiglia) (Genova, Ovada, Venezia, Napoli, Roma, Firenze, Bruxelles) D'argento al palo d'oro caricato di un'aquila coronata di nero al volo abbassato (citato in SPRE – Vol. III pag. 677) D'argento, al palo d'oro caricato di un'aquila col volo abbassato di nero, coronata dello stesso (citato in STOV) |
|        | Imperiale (Genova, Venezia, Napoli, Roma, Firenze) Aquila di nero ali abbassate (volo) coronata di oro su palo di oro su argento (citato in LEOM) |
|        | Imperiale (Napoli, Mercato San Severino, Firenze) Aquila di nero ali spiegate (volo) coronata di oro su palo di oro su argento (citato in LEOM) |
|        | Imperiale (Genova) Titolo: principi di Montafia; marchesi di Castelnuovo d'Asti, Dego, Livorno, Maretto, Mombaruzzo, Pianezza, Pont'Invrea, Roatto; conti di Mallere, Sezzè; signori di Gamalero, Quaranti D'argento, al palo d'oro, carico di un'aquila con il volo abbassato, di nero, coronata d'oro alias D'oro, fiancheggiato d'argento, il primo all'aquila di nero, armata, membrata e coronata del campo, con il volo abbassato alias Inquartato di Imperiale e di Simiana (citato in SUBL) |
|        | Imperiali o Imperiale Imperiale (famiglia) (Napoli, Mercato San Severino (Salerno), Firenze, Bruxelles) Titolo: Principe, Grandi di Spagna, Don/Donna, Marchese, Duca, Conte, Nobile, Nobile dei principi di Francavilla, Nobile dei marchesi di Latiano, Patrizio Napoletano, Patrizio Genovese d'argento al palo d'oro cucito, caricato da un'aquila spiegata di nero coronata di oro e linguata di rosso (citato in SPRE, vol. III, p. 679 e in PRTS) d'argento al palo d'oro cucito, caricato di un'aquila di nero coronata d'oro, linguata di rosso. Lo scudo accollato all'aquila imperiale (citato in NBNA) Motto: Sub umbra alarum tuarum Notizie storiche in Nobili napoletani. |
|        | Imperiali Imperiale (famiglia) interzato in palo: a) di nero a tre bande doppiomerlate d'argento; b) d'argento al palo d'oro, cucito, caricato di un'aquila di nero, coronata del campo; c) d'oro a tre fasce di rosso (citato in SPRE, vol. II, p. 487) |
|        | Impò (S. Lucia del Mela, Sicilia) Pavone (citato in DAlena) Partito; nel 1° d'oro, al capriolo di verde; nel 2° di rosso, alla banda d'oro sostenente un pavone rotante al naturale. (Citato in Crollalanza, vol. 1, p. 522) |

### In
| Stemma | Casato e blasonatura |
| ------ | --- |
|        | Incani (Cagliari, Como) troncato: al 1º d'azzurro con tre stelle d'oro nel capo; al 2º alla spiaggia di un'isola circondata dal mare, sulla quale è fondata una torre d'oro, sostenente un cane da guardia d'argento (citato in SPRE – Vol. III pag. 681 e in DAlena) isola circondata da mare tutto al naturale su cui è fondata - una torre di oro sostenente un cane di argento su troncato di azzurro e mare fluttuoso di argento e di azzurro - 3 stelle (5 raggi) di oro poste in fascia in alto su azzurro (citato in LEOM) |
|        | Incarbona (Sicilia) d'azzurro, con un palo di argento accostato da due stelle di oro. (citato in NBSC) (Cenno storico in Famiglie nobili di Sicilia (archiviato dall'url originale il 5 marzo 2016).) |
|        | Incisa d'azzurro a nove stelle d'oro: 3, 3, 2, 1 (citato in SPRE – Vol. II pag. 15) |
|        | Incisa Titolo: marchesi di Castelnuovo Ceva, Incisa, Occimiano, Sale Langhe; conti di Camerana, Castiglione Tinella, Gottasecca, Montezemolo, S. Stefano Belbo; signori di Aimonetta, Bergamasco, Bistagno, Calizzano, Carentino, Castelferro, Castelletto d'Erro, Castelletto Molina, Castelnuovo Belbo, Castelrocchero, Corticelle, Fontanile, Gabiano, Montaldo, Montegrosso, Oviglio, Quaranti, Ricaldone, Rocchetta Palafea, Rocchetta Tanaro, Vaglio; consignori di Borgomale, Cairo Montenotte, Castiglione Falletto, Pralormo, Quattordio, Terruggia D'azzurro, a tre stelle di sei raggi, d'oro (arma antica) alias D'azzurro, seminato di stelle d'oro alias D'azzurro, a dieci stelle (8) d'oro, 4, 3, 2, 1 alias D'azzurro, a nove stelle d'oro, 3, 3, 2, 1, con il capo del secondo carico di un'aquila coronata, di nero alias Partito, al 1° d'azzurro, a nove stelle d'oro, 3, 3, 2, 1, con il capo del secondo, carico di un'aquila coronata, di nero; al 2° inquartato, d'argento, al pioppo di verde, e fasciato d'oro e di nero Motto: Super sidera - Cito germinat (citato in SUBL) |
|        | Incisa e Incisa della Rocchetta (Rocchetta Tanaro, Torino, Milano, Roma) d'azzurro a nove stelle d'oro 3, 3, 2, 1, col capo dell'impero (citato in SPRE – Vol. III pag. 684 e in SUBL) 9 stelle (5 raggi) di oro poste 3,3,2,1 su azzurro - capo d'Impero (citato in LEOM) Motto: Super sidera |
|        | Incisa (Messina, Palermo) Titolo: barone di S. Bartolomeo, Scunda d'azzurro, a quattro pali d'oro e la banda d'argento, attraversante sul tutto (citato in Mango e in NBSC) Corona di barone (Cenno storico in Famiglie nobili di Sicilia (archiviato dall'url originale il 5 marzo 2016).) |
|        | Incisa Germonio o Incisa di Camerana (Sale Langhe, Savona, Torino, Saluggia, Frinco d'Asti, Piana Crixiam Roma, Cherasco) partito: al 1º di Incisa, che è d'azzurro a nove stelle d'oro, 3, 3, 2, 1, col capo dell'impero; al 2º di Germonio, che è controinquartato; al 1º e 4º d'argento al pioppo di verde, sradicato; al 2º e 3º fasciato d'oro e di nero (Ceva) (citato in SPRE – Vol. III pag. 682 e pag. 683) 9 stelle (5 raggi) di oro poste 3,3,2,1 su azzurro - capo d'Impero - albero di pioppo di verde sradicato su argento - fasciato di oro e di nero (citato in LEOM) Motto: Super sidera e Cito germinat |
|        | Incontri (Firenze) d'azzurro alla banda d'oro accostata in capo e in punta da leoni, correnti, dello stesso; al capo d'Angiò (citato in SPRE – Vol. III pag. 684) banda abbassata di oro accompagnata da - 2 leoni passanti in banda posti in palo su azzurro - capo d'Angiò (citato in LEOM) |
|        | Incontri (Firenze) Partito ondato d'oro e d'azzurro, alla banda diminuita attraversante di rosso alias Inquartato decussato d'argento e di rosso, alla rosa del secondo nel primo e al giglio dello stesso nel quarto (citato in ASFI) |
|        | Incontri (Firenze) D'oro, al gallo fermo di nero, crestato, barbato e illuminato di rosso (citato in ASFI) |
|        | Incontri (Pistoia) D'azzurro, allo scaglione d'oro accompagnato da tre stelle a otto punte dello stesso, 2.1; il tutto abbassato sotto il capo d'argento, caricato di una ghirlanda di verde, fiorita di rosso (citato in ASFI) |
|        | Incontri (Volterra, Firenze) D'azzurro, alla banda diminuita d'oro accostata da due leoni leoparditi dello stesso alias D'azzurro, alla banda diminuita d'oro accostata da due leoni leoparditi dello stesso; con il capo cucito d'Angiò (citato in ASFI) |
|        | Incoronati (Roma) (la blasonatura non è stata ancora caricata) (Immagine nell' Archivio Storico Capitolino (PDF) (archiviato dall'url originale il 4 marzo 2016).) Bandato d'azzurro e d'oro; col capo d'azzurro, sostenuto da una riga d'oro, e caricato di un leone uscente dello stesso. (Citato in Crollalanza, vol. 1, p. 523) |
|        | Incurcia (Bari) Di rosso, alla chimera d'oro (citato in GUCA - p. 131, in DAlena e in Crollalanza, vol. 1, p. 523) |
|        | Indelli (Monopoli) Titolo: nobili di Monopoli Di rosso al grifo d'oro (citato in SPRE – Vol. III pag. 685 e in PRTS) grifo rampante di oro su rosso (citato in LEOM) |
|        | Indelli (Monopoli) grifo rampante di oro su azzurro (citato in LEOM) |
|        | India (Sicilia) D'azzurro, con un castello piantato sopra un monte, sormontato da tre stelle allineate in fascia, il tutto d'oro (citato in NBSC) (Cenno storico in Famiglie nobili di Sicilia (archiviato dall'url originale il 5 marzo 2016).) |
|        | India (d') (Verona) Spaccato: nel 1° d'oro, all'aquila di nero, imbeccata e membrata di rosso, coronata d'oro; nel 2° di rosso pieno. (Citato in Crollalanza, vol. 1, p. 523) |
|        | Infangati (Firenze) Bandato di sei pezzi d'azzurro e d'argento alias D'azzurro, a tre bande d'argento (citato in ASFI) |
|        | Infangati (Prato) D'azzurro, all'aquila dal volo abbassato al naturale, e alla banda attraversante d'oro (citato in ASFI) |
|        | Infangati (Toscana) (DE) In Silber 3 blaue Schrägbalken (citato in KHIF) |
|        | Infontanetta (Sicilia) D'argento, con nove fuselli d'oro, ordinati 3, 3 e 3 (citato in NBSC) Corona di barone (Cenno storico in Famiglie nobili di Sicilia (archiviato dall'url originale il 5 marzo 2016).) |
|        | Inga o Ingo (Caltagirone, Messina, Vizzini, Mineo) troncato, con la fascia in divisa d'argento; nel 1° d'oro, all'aquila bicipite spiegata di nero, membrata, imbeccata e coronta in ambo le teste d'oro; nel 2° d'azzurro, al leone coronato d'oro, tenente con le zampe anteriori una palma del medesimo (citato in Mango) Diviso d'oro e d'azzurro, con la divisa d'argento: nel 1° d'argento con l'aquila bicipite spiegata di nero, membrata, imbeccata e coronata in ambo le teste d'oro; nel 2° d'azzurro, con un leone coronato d'oro, tenente una palma dello stesso (citato in NBSC) (Cenno storico in Famiglie nobili di Sicilia (archiviato dall'url originale il 5 marzo 2016).) |
|        | Ingalbes o Galbes o Gualbes (Palermo) d'argento, alla banda d'azzurro, caricata da nove stelle d'oro (citato in Mango) alias d'argento, con una banda d'azzurro, caricata da sette stelle di oro (citato in NBSC) (Cenno storico in Famiglie nobili di Sicilia (archiviato dall'url originale il 5 marzo 2016).) |
|        | Ingalpretto (Friuli) Spaccato di uno e partito di due, al 1°, 3° e 5° d'oro; al 2°, 4° e 6° di rosso; il 2° ed il 5° caricati di una conchiglia d'argento. (Citato in Crollalanza, vol. 1, p. 523) |
|        | Ingarzia o Garzia (Sicilia) Gazza (citato in DAlena) D'azzurro, all'uccello gazza d'argento, posto di fronte, pascolante sopra un terreno di verde, sostenuto da un fiume del secondo, ombrato di nero, movente dalla punta. (Citato in Crollalanza, vol. 1, p. 523) |
|        | Ingegneri (Fossombrone) D'azzurro, al giglio d'oro. (Citato in Crollalanza, vol. 1, p. 523 e in DAlena) |
|        | Ingegneri (Venezia) D'azzurro, a sei cotisse d'argento. (Citato in Crollalanza, vol. 1, p. 524) |
|        | Ingegneri (Verona) Spaccato: nel 1° partito di verde e d'argento; nel 2° di rosso pieno. (Citato in Crollalanza, vol. 1, p. 524) |
|        | Ingham Withaker (Palermo, Inghilterra) Inquartato: al 1º e 4º partito d'argento e d'azzurro allo scaglione merlato alla guelfa accompagnato da tre maglie, il tutto dell'uno nell'altro; al 2º e 3º d'armellino alla fascia di rosso caricata di tre conchiglie d'oro (citato in SPRE – Vol. III p. 685 e in Mango) scaglione merlato superiormente alla guelfa partito di azzurro e di argento su partito di argento e di azzurro accompagnato da - 3 maglie (losanghe forate) poste 2,1 di azzurro su argento e di argento su azzurro - 3 conchiglie di oro su fascia di rosso su armellinato (citato in LEOM) Cimiero: cavallo bianco al naturale, passante, collarinato d'azzurro, tenente con la zampa anteriore destra una maglia dello stesso Motto: Spes et fides |
|        | Inghilrami (Toscana) (DE) In Gold 1 blauer Schrägbalken, der Figur nach belegt mit 1 silbernen Feder (citato in KHIF) |
|        | Inghirami (Volterra) inquartato: al 1º e 4º d'oro all'aquila di nero coronata d'oro; al 2º e 3º d'azzurro a tre ruote d'oro, due e una (citato in SPRE – Vol. III pag. 685) aquila di nero coronata di oro su oro - 3 ruote di oro poste 2,1 su azzurro (citato in LEOM) |
|        | Inghirami (Volterra, Firenze, Prato) D'azzurro, a tre ruote d'oro, 2.1 alias Inquartato: nel 1° e 4° d'oro, all'aquila dal volo abbassato di nero, coronata del campo; nel 2° e 3° d'azzurro, a tre ruote d'oro, 2.1 alias Inquartato: nel 1° e 4° d'azzurro, a tre ruote d'oro, 2.1, e al capo dell'Impero; nel 2° e 3° d'oro, all'albero al naturale nodrito su un monte di sei cime di verde, e alla divisa di rosso sostenente il capo d'argento, caricato di una rosa di rosso, bottonata d'oro (citato in ASFI) |
|        | Inghirami (Prato, Firenze) D'oro, all'albero di melograno fruttifero al naturale, nodrito su un monte di sei (o tre) cime d'azzurro; e al capo d'argento, sostenuto da una divisa di rosso e caricato di una rosa dello stesso, bottonata del campo (citato in ASFI) |
|        | Inghirami (Pistoia) D'azzurro, a tre crescenti montanti d'argento, 2.1 (citato in ASFI) |
|        | Inghirami (Firenze, Prato) D'oro, alla banda d'azzurro caricata di una piuma (o penna) d'argento (citato in ASFI) |
|        | Inghirami (Roma) (la blasonatura non è stata ancora caricata) (Immagine nell' Archivio Storico Capitolino (PDF) (archiviato dall'url originale il 4 marzo 2016).) D'azzurro, al monte di sei cime d'argento, sormontato da un albero di verde; col capo d'argento, sostenuto da una divisa di rosso, e caricato di una rosa dello stesso. (Citato in Crollalanza, vol. 1, p. 524) |
|        | Inghirami Fei (Volterra) partito: nel 1º degli Inghirami che è: inquartato: al 1º e 4º d'oro all'aquila di nero, coronata di oro; al 2º e 3º d'azzurro a tre ruote d'oro, 2 e 1; nel 2º dei Fei che è di rosso a due bande d'oro accostate da due stelle a otto raggi d'oro una in capo e una in punta (citato in SPRE – Vol. III p. 686) aquila di nero coronata di oro su oro - 3 ruote di oro poste 2,1 su azzurro - 2 bande di oro su rosso accompagnate da - 2 stelle (8 raggi) di oro poste in palo su rosso (citato in LEOM) |
|        | Inghirlani (Toscana) (DE) In Gold 1 blauer Schrägbalken, der Figur nach belegt mit 1 silbernen Delphin? (citato in KHIF) |
|        | Ingoli d'azzurro, alla stella (6) d'oro (citato in MONT – pag. 164) |
|        | Ingoni Partito d'oro e di rosso, alla lettera A all'antica accompagnata da tre stelle (8), il tutto dell'uno nell'altro (citato in SPRE – Vol. II p. 353) |
|        | Ingrami (Modena) Partito: a destra d'argento, all'aquila spiegata di nero e coronata d'oro, uscente dalla partizione; a sinistra d'azzurro, alla fascia del primo caricata di tre gigli d'oro, e accostata ai lati da una stella dello stesso. (Citato in Crollalanza, vol. 1, p. 524) |
|        | Ingrassia (Sicilia) D'argento, al pino sradicato al naturale e la fascia di rosso, caricata da due stelle d'oro attraversante sul tutto (citato in Mango e in NBSC) (Cenno storico in Famiglie nobili di Sicilia (archiviato dall'url originale il 5 marzo 2016).) |
|        | Inguaggiato (Palermo, Petralia Sottana) Titolo: barone di Gibiso, Polizzello, Donnaligi; nobile dei baroni, marchese di Solazzo d'azzurro, a due braccia affrontate moventi dai lembi dello scudo, quello di destra vestito di verde e quello di sinistra vestito di rosso, con le mani di carnagione la prima tenente un anello d'oro in atto di infilarlo della seconda; il tutto sormontato da tre stelle di otto raggi d'oro, ordinate in fascia (citato in SPRE – Vol. III pag. 687, in PRTS, in Mango e in NBSC) d'azzuro, con una fede di carnagione manicata di verde e di rosso, la mano destra in atto di porgere un anello d'oro nell'annulare di quella di sinistra, e tré stelle d'oro nel capo allineate in fascia (citato in NBSC) 2 avambracci destri uscenti dai lati opposti quello di sinistra vestito di verde infila un anello nell'anulare del braccio uscente da destra vestito di rosso (fede nuziale) tutto su azzurro - 3 stelle (8 raggi) di oro poste in fascia in alto su azzurro (citato in LEOM) Corona di marchese (Cenno storico in Famiglie nobili di Sicilia (archiviato dall'url originale il 5 marzo 2016).) Ulteriore ragguaglio storico in Famiglie nobili di Sicilia (archiviato dall'url originale il 5 marzo 2016). |
|        | Inguardiola o Guardiola (Sicilia) di verde, con un castello ad una torre merlata d'argento, chiuso di nero, dalla cui sommità alzasi una bandiera scaccheggiata d'argento e di nero, con una croce di S. Andrea del primo svolazzante a destra (citato in Mango) |
|        | Innamorato (Molise) (la blasonatura non è stata ancora caricata) (citato in DAlena) |
|        | Innocenti (Umbria) Burellato d'argento e di rosso. (Citato in Crollalanza, vol. 1, p. 524) |
|        | Innori (Firenze) Di…, al castello turrito di due pezzi di…, sormontato da un'aquila dal volo abbassato di… alias Troncato: nel 1° di…, all'aquila dal volo abbassato di…; nel 2° di…, al castello turrito di due pezzi di… (citato in ASFI) |
|        | Insegna (Assisi) D'azzurro, alla croce piena cucita di rosso, accantonata da quattro teste di serafino d'oro. (Citato in Crollalanza, vol. 1, pp. 524-525) |
|        | Insigner o Signer (Messina) D'azzurro, alla croce d'oro, accantonata da quattro corone dello stesso. (Citato in Crollalanza, vol. 1, p. 525) |
|        | Insigni (Firenze) (la blasonatura non è stata ancora caricata) (citato in ASFI) |
|        | Insolani o Isolani (Cesena) (la blasonatura non è stata ancora caricata) (citato in BLCW) Immagine in Blasone Cesenate. |
|        | Interlandi (Caltagirone) Titolo: signore di Ingiosi; nobili dei principi di Bellaprima; barone di Favarotta d'Inciesi, Catalfaro, Busalca; principe di Bellaprima di rosso, a tre spade d'oro, impugnate, le punte in giù (citato in SPRE – Vol. III p. 687, in PRTS, in NBSC e in Crollalanza, vol. 1, p. 525) 3 spade di oro punte al basso incrociate su rosso (citato in LEOM) Corona di principe (Cenno storico in Famiglie nobili di Sicilia (archiviato dall'url originale il 5 marzo 2016).) Ulteriore ragguaglio storico in Famiglie nobili di Sicilia (archiviato dall'url originale il 5 marzo 2016). |
|        | Interminelli (Pistoia) Inquartato decussato di rosso e di verde, alla sbarra attraversante d'oro, attraversata a sua volta dalla banda d'azzurro alias Inquartato decussato di rosso, d'argento, di verde e di nero, alla sbarra attraversante d'oro, attraversata a sua volta dalla banda d'azzurro (citato in ASFI) |
|        | Intrigliolo o Intrigliuolo (Sicilia) D'azzurro, al giglio d'oro (citato in Mango, in NBSC e in Crollalanza, vol. 1, p. 525) Cimiero: una grù di nero con la sua vigilanza al naturale Motto: Vigilat nec fatisacit (Cenno storico in Famiglie nobili di Sicilia (archiviato dall'url originale il 5 marzo 2016).) |
|        | Inveges (Sciacca, Palermo) Titolo: barone di Rambingallo, Calamonaci; duca di San Gregorio del Burgo Di rosso, a quattro burelle di oro (citato in SPRE – Vol. III p. 688, in PRTS, in NBSCe in Crollalanza, vol. 1, p. 525) 4 fasce ridotte (burelle) di oro su rosso (citato in LEOM) Corona di barone (Cenno storico in Famiglie nobili di Sicilia (archiviato dall'url originale il 4 marzo 2016).) |
|        | Invidiato (Sicilia) (d'azzurro, all'albero di verde sostenuto da una campagna al naturale, addestrato da un cane pure al naturale, sedente, collarinato di verde (?), fissante un uccello di nero sorante dal lato destro della chioma dell'albero) (citato in Mango) |
|        | Invitti (Napoli) Titolo: principe di Conca, duca di Roccavecchia, marchese di Prata, barone di Pratella e Mastrati partito: nel 1º d'azzurro a due leoni d'oro controrampanti ed affrontati ad un albero al naturale; nel 2º d'oro a tre bande di rosso (citato in SPRE – Vol. III p. 688 e in PRTS) albero sradicato al naturale accostato da - 2 leoni controrampanti di oro su azzurro - 3 bande di rosso su oro (citato in LEOM) |
|        | Invitti (Napoli) fascia di argento su azzurro - albero di pino al naturale uscente dalla fascia - 2 leoni controrampanti di oro su azzurro - 3 bande di argento su azzurro (citato in LEOM) |
|        | Inviziati (Alessandria) Titolo: conti di Belvedere; signori di Calamandrana Fasciato d'oro e di rosso, di quattro pezzi. Cimiero: Un liocorno nascente. Divisa: Hinc generosa propago (citato in Crollalanza, vol. 1, p. 525) alias Fasciato d'oro e di rosso, di quattro pezzi; con il capo d'oro, carico di un'aquila coronata, di nero alias Partito: al 1° fasciato d'oro e di rosso, di quattro pezzi; al 2° d'argento, all'aquila di nero, coronata d'oro (citato in SUBL) |
|        | Invrea (Genova, Torino) Titolo: marchesi di Pontinvrea d'azzurro al castello d'argento con due torri, caricato di una quercia al naturale colle radici uscenti dalla porta del castello (citato in SPRE – Vol. III pag. 689) castello a 2 torri di argento su - albero di quercia sradicato al naturale uscente tra le 2 torri e la porta su azzurro (citato in LEOM) alias D'azzurro, alla quercia al naturale, con il castello di argento attraversante (citato in SUBL) |
|        | Invrea (Ovada) D'azzurro, al mastio merlato di quattro pezzi di rosso, finestrato di nero e aperto del campo, terrazzato di verde, attraversante sopra una quercia al naturale (citato in STOV) |

### Io
| Stemma | Casato e blasonatura |
| ------ | --- |
|        | Ioannini o Giovannini (Ciriè, Torino) Titolo: conti di S.Michele di Ceva Trinciato d'argento e d'azzurro, al leone dell'uno nell'altro, con il capo del secondo, carico di un sole, d'oro Motto: Dum minuit auget (citato in SUBL) |
|        | Ionata (Molise) (la blasonatura non è stata ancora caricata) (citato in DAlena) |
|        | Iordan (Fenestrelle) Di verde, alla fascia d'oro, dentata, accompagnata in capo da due stelle d'oro, in punta, da un uccello d'argento, beccato e membrato d'oro (citato in SUBL)                                                  |
|        | Iozzelli (Firenze) D'azzurro, a tre pesci nuotanti al naturale, ordinati l'uno sull'altro alias D'azzurro, a tre pesci nuotanti d'oro, ordinati l'uno sull'altro (citato in ASFI)                                                  |

### Ip
| Stemma | Casato e blasonatura |
| ------ | --- |
|        | Ipati (Padova) Di rosso, al giglio d'oro, sormontato da una corona dello stesso. (Citato in Crollalanza, vol. 1, p. 525) |
|        | Ipato/Ipati (Venezia) (FR) Coupé d'or sur azur, à la croix d'argent, brochant sur le tout. (citato in JB Rietstap (archiviato dall'url originale il 5 dicembre 2020).) Spaccato d'oro e d'azzurro, alla croce d'argento attraversante sul tutto. (Citato in Crollalanza, vol. 1, p. 525) |
|        | Ipato/Ipati (Venezia) (FR) Coupé d'or sur azur, à la croix de gueules, brochant sur le tout. (blasone dei dogi Orso e Teodato Ipato) |
|        | Ippoliti (Mantova) Di rosso, alla banda d'oro. Lo scudo accollato dall'aquila imperiale. (Citato in Crollalanza, vol. 1, p. 525) |
|        | Ippoliti (Pistoia) D'azzurro, al coniglio rampante d'oro (citato in GUCA p. 159, in DAlena e in Crollalanza, vol. 1, pp. 525-526) |
|        | Ippoliti (Pistoia) D'azzurro, alla pantera rampante e riguardante d'oro, moscata di nero alias D'azzurro, alla pantera rampante e riguardante d'oro, moscata di nero; con il capo di Santo Stefano (citato in ASFI) |
|        | Ippoliti (Cesena) (la blasonatura non è stata ancora caricata) (citato in BLCW) Immagine in Blasone Cesenate. |
|        | Ippolito (Molfetta) Semispaccato partito, nel 1° e 2° d'argento e di rosso, al leone d'oro sul tutto, rivoltato e guardante un sole d'oro tramontante; nel 3° d'argento, a 3 bande d'oro (citato in ) |
|        | Ippolito (d') (Napoli) Partito di uno e spaccato di due: nel 1° d'argento, al castello di rosso, posto sopra una barca di nero, e sostenuto da due leoni affrontati d'oro; nel 2° d'argento, all'aquila bicipite di nero, avente sul cuore uno scudetto d'argento; nel 3° d'argento e di rosso, al leone rivolto d'oro guardante un sole dello stesso: nel 4° interzato in fascia di rosso, d'azzurro e d'argento: nel 5° d'argento, a tre bande d'oro. Lo scudo attraversato da una doppia croce d'oro. (Citato in Crollalanza, vol. 1, p. 525) |

### Is
| Stemma | Casato e blasonatura |
| ------ | --- |
|        | Isacchi (Firenze) Partito cuneato d'argento e d'azzurro (citato in ASFI e in Crollalanza, vol. 1, p. 526) alias D'azzurro, a due spade d'argento, passate in croce di S. Andrea, accompagnate nel capo da due stelle d'oro, e nella punta da un crescente montante dello stesso. (Citato in Crollalanza, vol. 1, p. 526) |
|        | Isacco (Milano) D'oro, ad un ponte di quattro archi di rosso, posto in fascia, accompagnato in capo da un'aquila di nero, coronata del campo, e in punta da un leone di rosso, tenente una chiave d'argento in palo, l'ingegno in alto a sinistra. Cimiero: un'aquila uscente. (Citato in Crollalanza, vol. 1, p. 526) |
|        | Isachini o Isacchini (Gavardo, Salò) al leone rampante (citato in Piovanelli) |
|        | Isaia (Fossano ?) D'azzurro, alla figura del profeta Isaia (?), la mano destra levata a indicare verso l'alto, accompagnata in capo da una stella (8), d'oro (citato in SUBL) |
|        | Isapi (Cesena) (la blasonatura non è stata ancora caricata) (citato in BLCW) Immagine in Blasone Cesenate. |
|        | Isasca e Isasca Alfieri (Saluzzo) Titolo: baroni D'oro, all'alloro di verde, fruttato di rosso, nudrito nella vetta di mezzo, più alta, di un monte di tre cime, di nero alias D'oro, all'alloro di verde, fruttato di rosso, nudrito nella vetta di mezzo, più alta, di un monte di tre cime, d'argento, cucito, uscente dalla punta dello scudo alias Inquartato, al 1° e 4° di Isasca, al 2° e 3° d'azzurro, alla banda fasciata di dieci pezzi d'argento e di azzurro, caricata di uno scudetto d'argento, alla croce di rosso, e accompagnata da due torri d'argento, merlate di cinque pezzi alla guelfa Motto: Numquam interitura (citato in SUBL) |
|        | Isastia (Napoli, Roma) Titolo: marchese, nobile dei marchesi inquartato: al 1º d'azzurro a quattro scudi di argento alla croce di rosso; al 2º di oro a quattro leoni di nero; al 3º d'argento alla croce scorciata pomata d'azzurro, accantonata da quattro torri al naturale; al 4º semipartito, troncato: al 1º di rosso all'elefante d'argento recante un globo dello stesso; al 2º d'argento alla torre al naturale; al 3º fasciato di rosso e d'argento al leone di nero (citato in SPRE – Vol. III pag. 691 e in PRTS) 4 scudetti di argento crociati di rosso su azzurro - 4 leoni di nero rampanti posti in doppia fascia su oro - croce scorciata e pomata di azzurro su argento accantonata da - 4 torri al naturale su argento - elefante passante di argento portante sulla groppa una palla dello stesso su rosso - torre al naturale su argento - leone rampante di nero su fasciato di rosso e di argento (citato in LEOM) |
|        | Isca o Ischia (Messina) d'azzurro, a tre ferri di cavallo d'oro (citato in Mango) d'azzurro, con tré ferri di cavallo d'oro ordinati 2 e 1 (citato in NBSC) (Cenno storico in Famiglie nobili di Sicilia (archiviato dall'url originale il 5 marzo 2016).) |
|        | Iscoli (Venezia) Spaccato d'argento e di rosso, alla fascia d'oro attraversante sulla partizione e caricata di un levriere corrente d'argento. (Citato in Crollalanza, vol. 1, p. 526) |
|        | Isei D'oro all'aquila di nero, membrata, rostrata e coronata d'oro, troncato di rosso, al leone d'oro (citato in MONT – p. 106) |
|        | Isei (Cesena) (la blasonatura non è stata ancora caricata) (citato in BLCW) Immagine in Blasone Cesenate. Di rosso, al leone al naturale; col capo d'oro, all'aquila nascente di nero, coronata del campo. (Citato in Crollalanza, vol. 1, p. 526) |
|        | Isfar (Sicilia) d'oro, a cinque fiamme di rosso, uscenti da tre monti al naturale (citato in Mango) |
|        | Isgro o Isgrò (Marsala) Titolo: barone di Villamare D'argento, alla grù di nero con la sua vigilanza dello stesso (citato in DAlena, in NBSC e in Crollalanza, vol. 1, p. 526) (Cenno storico in Famiglie nobili di Sicilia (archiviato dall'url originale il 5 marzo 2016).) |
|        | Isimbardi (Pavia, Milano) D'azzurro, a tre stelle (6) d'oro, 2, 1 alias Inquartato, d'azzurro, a tre stelle (6) d'oro, 2, 1, e d'argento, al giglio d'oro, cucito alias Inquartato, d'argento, al giglio d'oro, cucito, e d'azzurro, a tre stelle (6) d'oro, 2, 1 (citato in SUBL e in Crollalanza, vol. 1, p. 526) ) |
|        | Isnardi o Isnard o Isnardy (Nizzardo, Barcellonetta) Titolo: consignori di Dosfraires, Falicon, Gorbio, Peglione Di rosso, inferriato d'argento alias D'argento, all'aquila coronata, di nero, membrata e rostrata di rosso alias (Immagine nella Raccolta stemmi Trippini (JPG).) D'azzurro, al decusse d'argento, accantonato da quattro rotelle di sperone, d'oro alias D'azzurro, a tre tulipani d'oro, gambuti e fogliati alias D'azzurro, alla vite d'argento, sostenuta e fruttata d'oro, sinistrata da un ariete rampante, d'oro (citato in SUBL) |
|        | Isnardi de Castello (Asti) Titolo: marchesi di Bra, Caraglio, Gambasca e Rifreddo, Strevi, conti di Montà, Sanfrè, Settimo; signori di Banna, Corsione, Fortepasso, Isolabella, Sommariva Perno, Ternavasio, Valfenera; consignori di Agliano, Cavallerleone, Cerro, Cervere, Montaldo Roero, Monteu Roero, Torre Valgorera, Villanova D'argento, all'aquila di nero, membrata, rostrata e coronata d'oro, con il volo abbassato alias D'argento, all'aquila di nero, membrata e rostrata di rosso, coronata d'oro, con il volo abbassato alias Inquartato di Isnardi e d'Havart alias Inquartato, al 1° e 4° di Isnardi, al 2° di Havart, al 3° di Simiane Motto: Bien connaitre avant qu'aimer (citato in SUBL) |
|        | Isoardi (Torino) Titolo: consignori di Cavallermaggiore D'argento, alla croce di rosso, patente (citato in SUBL) |
|        | Isola (Isola Liri - Castelliri) Titolo: Baroni, Signori di Castelluccio D'argento al leone di rosso (citato in (18)) |
|        | Isola o Dalle Isole (Genova) D'oro, a tre caprioli di nero; col capo cucito del primo, all'aquila nascente del secondo, coronata d'oro (citato in Crollalanza, vol. 1, p. 527) |
|        | Isolabella (Ovada) Trinciato: nel 1° d'azzurro, a tre stelle di sei raggi d'oro poste 1, 2; nel 2° d'oro, all'albero al naturale nodrito nella punta; alla banda diminuita d'argento, attraversante sulla partizione (citato in STOV) |
|        | Isolani (Bologna) D'argento, al leone di nero, alla fascia di rosso attraversante (citato in DOLF – p. 429 e in Crollalanza, vol. 1, p. 527) |
|        | Isolani di Bologna (Cesena) (la blasonatura non è stata ancora caricata) (citato in BLCW) Immagine in Blasone Cesenate. |
|        | Isolani Lupari (Bologna) d'argento al leone di nero con la fascia di rosso attraversante (citato in SPRE – vol. III, p. 693) fascia di rosso su - leone rampante di nero su argento (citato in LEOM) Cimiero: un leone uscente di rosso |
|        | Isopi (Cesena) D'azzurro, a tre rami d'issopo al naturale, posti in ventaglio e moventi dalla punta (citato in Crollalanza, vol. 1, p. 527) |
|        | Isopo (Cesena) (la blasonatura non è stata ancora caricata) (citato in BLCW) Immagine in Blasone Cesenate. |
|        | Issuduno (Francia) D'azzurro alla pergola d'oro accompagnata da 3 gigli del medesimo (citato in DAlena) |
|        | Istolini (Venezia) Spaccato d'argento e di rosso, alla fascia d'oro attraversante, caricata di una volpe passata d'argento (citato in Crollalanza, vol. 1, p. 527) |
|        | Istrana (Treviso) Partito d'oro e d'azzurro (citato in Crollalanza, vol. 1, p. 527) |
|        | Istrigo (Venezia) (FR) Tranché au 1, d'azur, à un coq hardi d'argent becqué et membré d'or, crêté et barbé de gueules, au 2, d'argent, à cinq fleurs-de-lys d'or, 3 et 2, posées chacune en barre. Partito di argento e di rosso, alla stella di otto raggi dell'uno all'altro alias Trinciato: nel 1º di verde, ad un'anatra d'argento, imbeccata e membrata di rosso; nel 2º d'argento, a tre gigli d'oro, posti in semicerchio (citato in Crollalanza, vol. 1, p. 527 e in http://www.euraldic.com/lasu/bl/bl_i_st.html) |
|        | Isvaglies o Isveglies o Sgveglies (Messina) d'argento, a tre scaglioni d'azzurro (citato in Mango e in Crollalanza, vol. 1, p. 527) |

### It
| Stemma | Casato e blasonatura |
| ------ | --- |
|        | Ita (Genova) Spaccato: nel 1° d'azzurro, al capriolo d'oro; nel 2° scaccato d'argento e di rosso. (Citato in Crollalanza, vol. 1, p. 527)                                 |
|        | Italiani (Arezzo) D'argento, a due fasce d'azzurro, la prima caricata di due losanghe d'oro e la seconda dello stesso, tutte poste nel senso della pezza (citato in ASFI) |
|        | Ittar (Malta) inquartato in decusse d'argento e di rosso (citato in SPRE – Vol. III pag. 694) inquartato in croce di Sant'Andrea di argento e di rosso (citato in LEOM)   |

### Iu
| Stemma | Casato e blasonatura |
| ------ | --- |
|        | Iucci (Sezze) (la blasonatura non è stata ancora caricata) |
|        | Iudica (Sicilia) d'azzurro, alla spada d'oro con la punta in su e una fronda d'argento situati in decusse (citato in Mango) d'azzurro, con una spada d'oro infilzata in due ramoscelli d'argento (citato in NBSC) (Cenno storico in Famiglie nobili di Sicilia (archiviato dall'url originale il 5 marzo 2016).) |
|        | Iulio (Napoletano) (la blasonatura non è stata ancora caricata) (citato in NBNA) |
|        | Iuncte (Toscana) (DE) 1 Flügel (citato in KHIF) |

### Iv
| Stemma | Casato e blasonatura |
| ------ | --- |
|        | Ivani (Verona) Grifone (citato in DAlena) |
|        | Ivanovich (Venezia)Titoli: Conte di Casimir d'argento all'albero col tronco accollato da un serpe ingolante un putto, il tutto al naturale (citato in SPRE – Vol. III pag. 695) albero al naturale uscente dalla punta accollato da un - serpente ingolante un bambino (putto) di carnagione tutto su argento (citato in LEOM) |